# Singarāyakonda
Singarāyakonda är en ort i Indien.   Den ligger i distriktet Prakasam och delstaten Andhra Pradesh, i den södra delen av landet, 1 500 km söder om huvudstaden New Delhi. Singarāyakonda ligger 17 meter över havet och antalet invånare är 17 796.
Terrängen runt Singarāyakonda är mycket platt.  Närmaste större samhälle är Kandukūr, 13,4 km väster om Singarāyakonda. Omgivningarna runt Singarāyakonda är en mosaik av jordbruksmark och naturlig växtlighet.